# Liste der Baudenkmäler in Prem
Auf dieser Seite sind die Baudenkmäler in der oberbayerischen Gemeinde Prem zusammengestellt. Diese Tabelle ist eine Teilliste der Liste der Baudenkmäler in Bayern. Grundlage ist die Bayerische Denkmalliste, die auf Basis des Bayerischen Denkmalschutzgesetzes vom 1. Oktober 1973 erstmals erstellt wurde und seither durch das Bayerische Landesamt für Denkmalpflege geführt wird. Die folgenden Angaben ersetzen nicht die rechtsverbindliche Auskunft der Denkmalschutzbehörde.
 Die Liste gibt den Fortschreibungsstand vom 3. Juli 2018 wieder und umfasst sechzehn Baudenkmäler.

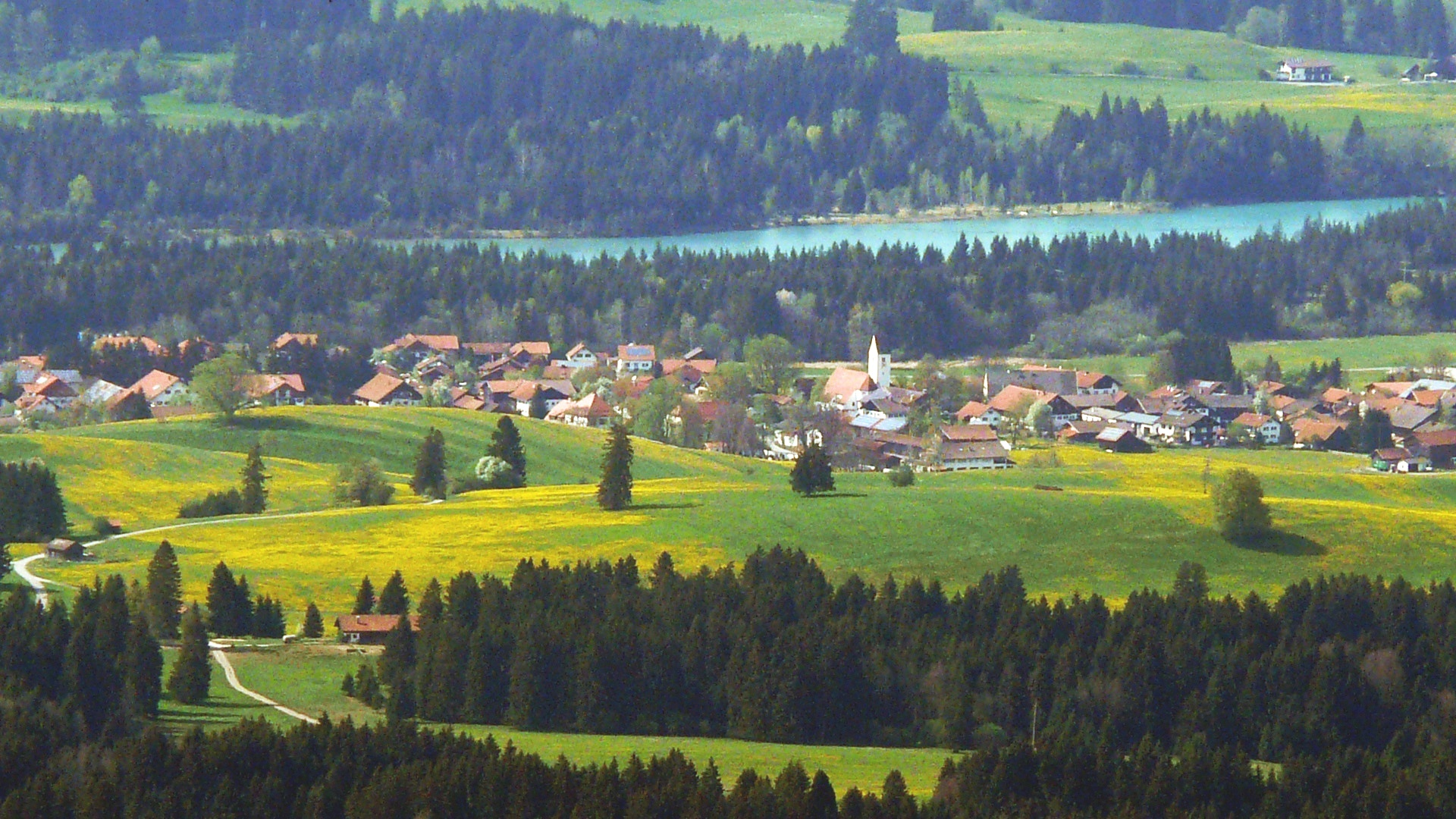
Blick auf Prem

## Baudenkmäler nach Ortsteilen

### Prem
| Lage                          | Objekt                                                           | Beschreibung | Akten-Nr.    | Bild                                                   |
| ----------------------------- | ---------------------------------------------------------------- | --- | ------------ | ------------------------------------------------------ |
| Im Filz 1 (Standort)          | Ehemaliger Bauernhof „beim Pröbstl“                              | Zweigeschossiger Einfirsthof mit flachem Satteldach, verputzter Ständerbau, erste Hälfte 18. Jahrhundert, am Ostgiebel Kruzifix mit Arma Christi, 19. Jahrhundert. | D-1-90-143-2 | Ehemaliger Bauernhof „beim Pröbstl“                    |
| Im Filz 5 (Standort)          | Wegkapelle                                                       | Kleine verputzte Nischenanlage in Form eines Bildstocks, 1905. | D-1-90-143-8 | Wegkapelle                                             |
| Kirchplatz 1 (Standort)       | Katholische Pfarrkirche St. Michael, ehemals Unserer Lieben Frau | Mittelalterlicher Saalbau mit eingezogenem Polygonalchor, angefügter Sakristei und breitem Vorzeichen, nördlicher Flankenturm romanisch, Langhaus und Chor spätgotisch, 1754/57 barockisiert, Erweiterung des Langhauses 1973; mit Ausstattung; Friedhofsmauer mit eingelassenen Grabsteinen, verputzt, zum größten Teil 18. Jahrhundert. | D-1-90-143-1 | weitere Bilder                                         |
| Obere Dorfstraße 5 (Standort) | Einfirsthof „beim Grabele“                                       | Zweigeschossiger Mittertennbau mit flachem Satteldach, eingezogenem Tennentor mit alten Torflügeln, Kopfbändern und Andreaskreuz, verputzter Ständerbohlenbau und Bruchstein, im Kern 17. Jahrhundert, im 19. Jahrhundert erweitert und Dach erneuert.                                                                                    | D-1-90-143-4 | Einfirsthof „beim Grabele“                             |
| Schmiedgasse 3 (Standort)     | Ehemaliger Bauernhof „beim Schiele“                              | Zweigeschossiger Einfirsthof mit flachem Satteldach und Mittertenne, verputzter Ständerbohlenbau, erste Hälfte 18. Jahrhundert. | D-1-90-143-5 | Ehemaliger Bauernhof „beim Schiele“                    |
| Schmiedgasse 6 (Standort)     | Ehemaliger Bauernhof „beim Scherrer“                             | Zweigeschossiger Einfirsthof mit flachem Satteldach, Inntal-Werdenfelser Typus mit giebelgeteiltem Mittertennbau und Tennenbundwerk, erste Hälfte 18. Jahrhundert, Veränderung des Wohnteils 19. Jahrhundert. | D-1-90-143-6 | Ehemaliger Bauernhof „beim Scherrer“                   |
| Schulweg 8 (Standort)         | Ehemaliges Pfarrhaus, jetzt Pfarrheim mit Kindergarten           | Zweigeschossiger Putzbau mit Halbwalmdach und Erdgeschoss-Rustika, 1817. | D-1-90-143-7 | Ehemaliges Pfarrhaus, jetzt Pfarrheim mit Kindergarten |

### Hachegg
| Lage                 | Objekt      | Beschreibung | Akten-Nr.    | Bild        |
| -------------------- | ----------- | --- | ------------ | ----------- |
| Hachegg 1 (Standort) | Einfirsthof | Zweigeschossiger Putzbau mit flachem Satteldach, Trauf- und Giebelbundwerk, Ende 18. Jahrhundert; Getreidekasten, zweigeschossig, bezeichnet mit „1613“, Überbau 1880. | D-1-90-143-9 | Einfirsthof |

### Hinterholz
| Lage                  | Objekt                                       | Beschreibung                                                                          | Akten-Nr.     | Bild |
| --------------------- | -------------------------------------------- | ------------------------------------------------------------------------------------- | ------------- | ---- |
| Hohenstock (Standort) | Getreidekasten des sogenannten Galler-Hofs   | Zweigeschossig, Obergeschoss bezeichnet mit „1488“, Erdgeschoss Ende 16. Jahrhundert. | D-1-90-143-10 | BW   |
| Holz 4 (Standort)     | Getreidekasten des sogenannten Sträfler-Hofs | Zweigeschossig, bezeichnet mit „1684“.                                                | D-1-90-143-11 | BW   |

### Moosreiten
| Lage                                                    | Objekt                                | Beschreibung | Akten-Nr.     | Bild                                  |
| ------------------------------------------------------- | ------------------------------------- | --- | ------------- | ------------------------------------- |
| Büchel in der Flur Moosreiten; in Moosreiten (Standort) | Einfirsthof „beim Stamper“            | Zweigeschossiger Putzbau mit flachem Satteldach und Traufbundwerk, Ende 18. Jahrhundert; Getreidekasten, zweigeschossig, erste Hälfte 17. Jahrhundert, mit altem Überbau. | D-1-90-143-13 | Einfirsthof „beim Stamper“            |
| Büchel in der Flur Moosreiten; in Moosreiten (Standort) | Ortskapelle St. Joseph                | Kleiner Putzbau mit eingezogenem Polygonalchor und Dachreiter, 1875; mit Ausstattung. | D-1-90-143-12 | Ortskapelle St. Joseph                |
| Moosreiten 4 (Standort)                                 | Ehemaliger Einfirsthof „beim Schlögl“ | Zweigeschossiger verputzter Ständerbau mit Flachsatteldach und lebensgroßem Hauskreuz, im Kern noch 17. Jahrhundert; ehemaliges Nebengebäude mit erdgeschossigem Getreidekasten, Remise und Pfründewohnung, zweigeschossiger Holzständerbau mit flachem Satteldach und massivem Eckteil, Ende 18. Jahrhundert, Getreidekasten Ende 16. Jahrhundert; Bildstock, kleine gemauerte und verputzte Nischenanlage, 18./19. Jahrhundert. | D-1-90-143-14 | Ehemaliger Einfirsthof „beim Schlögl“ |

### Unterried
| Lage                    | Objekt                                    | Beschreibung                                                                      | Akten-Nr.              | Bild           |
| ----------------------- | ----------------------------------------- | --------------------------------------------------------------------------------- | ---------------------- | -------------- |
| Unterried 7 (Standort)  | Getreidekasten des sogenannten Basch-Hofs | Erdgeschossig, 16. Jahrhundert, Überbau Mitte 19. Jahrhundert.                    | D-1-90-143-16          | BW             |
| In Unterried (Standort) | Ortskapelle                               | Kleiner verputzter Quaderbau mit dreiseitigem Chorschluss, 1861; mit Ausstattung. | D-1-90-143-15 Wikidata | weitere Bilder |

### Vorderholz
| Lage              | Objekt                                        | Beschreibung                                                                                           | Akten-Nr.     | Bild |
| ----------------- | --------------------------------------------- | --- | ------------- | ---- |
| Holz 7 (Standort) | Getreidekasten des sogenannten Holzmichl-Hofs | Zweigeschossig, Erdgeschoss Ende 16. Jahrhundert, Obergeschoss Mitte 17. Jahrhundert, Überbau um 1900. | D-1-90-143-18 | BW   |

## Ehemalige Baudenkmäler
In diesem Abschnitt sind Objekte aufgeführt, die früher einmal in der Denkmalliste eingetragen waren, jetzt aber nicht mehr. Objekte, die in anderem Zusammenhang also z. B. als Teil eines Baudenkmals weiter eingetragen sind, sollen hier nicht aufgeführt werden. Aktennummern in diesem Abschnitt sind ehemalige, jetzt nicht mehr gültige Aktennummern.

| Lage                         | Objekt                     | Beschreibung                                            | Akten-Nr.     | Bild |
| ---------------------------- | -------------------------- | ------------------------------------------------------- | ------------- | ---- |
| Vorderholz Holz 6 (Standort) | Bauernhaus „zum Holzbauer“ | Mit Flachsatteldach und Zierbund, Ende 18. Jahrhundert. | D-1-90-143-17 | BW   |